# Denis Guedj
Denis Guedj (Szétif, 1940. november 22. – Párizs 15. kerülete, 2010. április 24.) francia matematikus, regényíró, aki különösen a matematika történetére és népszerűsítésére specializálódott.
A Paris-VIII Egyetem tudománytörténeti professzora, színész és forgatókönyvíró is volt. Sétifben született. Sok évet töltött kurzusok és játékok kidolgozásával felnőttek és gyerekek matematika tanítására. A L'empire des nombres (A számok birodalma) és a Le Théorème du Perroquet (A papagájtétel) című regények szerzője. Párizsban halt meg.

## Könyvei
- La Méridienne, Éditions Seghers, 1987
- La Révolution des savants, coll. « Découvertes Gallimard » (nº 48), série Sciences. Éditions Gallimard, 1988
- L'empire des nombres, coll. « Découvertes Gallimard » (nº 300), série Sciences. Gallimard, 1996
- La Gratuité ne vaut plus rien et autres chroniques mathématiques, Éditions du Seuil, 1997
- Le Théorème du Perroquet, Le Seuil, 1998
  - A papagájtétel – Typotex, Budapest, 2016 (Typotex világirodalom) · ISBN 9789632798745 · Fordította: Király Katalin
- Génis ou le Bambou parapluie, Le Seuil, 1999
- Le Mètre du monde, Le Seuil, 2000
- La Bela – Autobiographie d'une caravelle, Le Seuil, 2001
- One zéro show et Du point à la ligne, Le Seuil, 2001
- Les Cheveux de Bérénice, Le Seuil, 2003
- Zéro, ou les cinq vies d'Aémer, Robert Laffont, 2005
- Villa des hommes, Robert Laffont, 2007
- Les mathématiques expliquées à mes filles, Le Seuil, 2008

## Filmek
- A Le Maître de lumière című filmben követte Henri Alekan operatőrt, aki meggyújtotta a szamurájpáncélt.
- 1978 : La vie, t'en as qu'une, dokumentumfilm
- 1989 : J'écris dans l'espace, rendezte: Pierre Étaix
- 2001 : L'Empire des nombres, dokumentumfilm Philippe Truffault rendezésében

## Fordítás
- Ez a szócikk részben vagy egészben  a   Denis Guedj című angol Wikipédia-szócikk fordításán alapul.  Az eredeti cikk szerkesztőit annak laptörténete sorolja fel. Ez a jelzés csupán a megfogalmazás eredetét és a szerzői jogokat jelzi, nem szolgál a cikkben szereplő információk forrásmegjelöléseként.